# Getto w Kolbuszowej

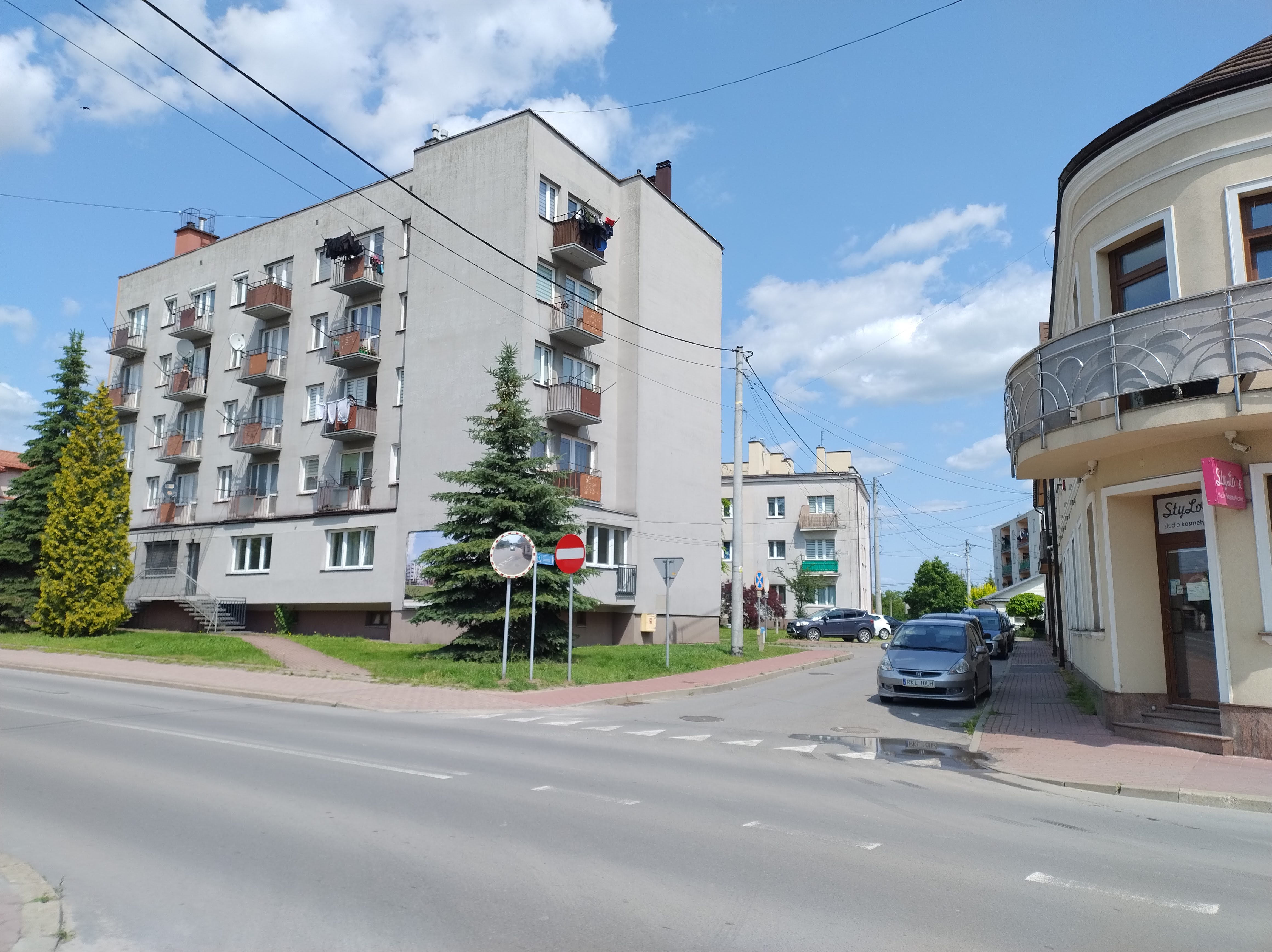
Targowa – jedna z ulic granicznych getta

Getto w Kolbuszowej – getto dla ludności żydowskiej istniejące w Kolbuszowej w czasie okupacji niemieckiej. Getto zostało utworzone w połowie czerwca 1940 roku, a jego likwidacja została przeprowadzona w czerwcu 1942 roku. W getcie mieszkało około 2,5 tysiąca osób. Po likwidacji getta, jego mieszkańców przewieziono do obozu zagłady w Bełżcu, gdzie zostali zamordowani w komorze gazowej.

## Żydowska społeczność Kolbuszowej
Pierwsza wzmianka o obecności Żydów w Kolbuszowej pochodzi z początku XVI w. Z czasem opanowali zawody rzemieślnicze zajmując się stolarstwem, krawiectwem, szewstwem, piekarstwem i rzeźnictwem, ale też handlem i wyszynkiem. W 1736 r. istniał już kahał z bożnicą i mykwą, później powstały szkoła i szpital. Liczba Żydów stale rosła i już w połowie XVIII w. stanowiła połowę mieszkańców miasta. O znaczeniu społeczności żydowskiej świadczy fakt, że w 1866 r. miasto przyjęło herb, w którym oprócz krzyża greckiego i zapiętych w uścisku dłoni, znalazła się gwiazda Dawida. W 1939 r. w Kolbuszowej mieszkało 1756 Żydów.

## Wybuch II wojny światowej
Do pierwszych zbrodni doszło w 1939 r., kiedy w częściowo zniszczonym mieście, po bitwie pod Kolbuszową 8–9 września, przebywali żołnierze niemieccy. Tuż po wkroczeniu, zamordowali 40 żydowskich mieszkańców. Atakowali głównie ortodoksów, którym obcinali brody lub pejsy. W marcu 1940 r. na polecenie władz niemieckich utworzono Judenrat. Do miasta stale przywożono Żydów z okolicznych wsi, ale też rozpoczęto ich sukcesywne wywózki do obozów pracy w kamieniołomach w Pustkowie i Nowym Sączu.

## Utworzenie getta
Niemcy sukcesywnie wprowadzali też kolejne zarządzenia jak zakaz swobodnego poruszania się i nakaz noszenia opasek z gwiazdą Dawida. Getto zostało utworzone w czerwcu 1941 r. Na małej przestrzeni ograniczonej ulicami Targową, Zieloną i Piekarską zamieszkało ponad 2000 osób. Warunki sanitarne i wszechobecny głód powodowały wysoką śmiertelność wśród jego mieszkańców. Niemcy brali zakładników i nakładali na Żydów kontrybucje w postaci określonej ilości złota lub innych przedmiotów takich ja futra, pończochy itp. W przypadku nie dotrzymania, często wygórowanych oczekiwań okupanta, zakładnicy byli mordowani.

## Likwidacja getta
24 czerwca 1942 r. wszystkich Żydów z kolbuszowskiego getta wywieziono do getta w Rzeszowie, a następnie większość deportowano do obozu zagłady w Bełżcu. Około 100 Żydów została z powrotem przeniesiona do Kolbuszowej w celu przeprowadzenia prac rozbiórkowych w getcie. W związku z niebezpieczeństwem rozstrzelania przez Niemców, 37 z nich zdecydowało się na ucieczkę. Pozostałych wywieziono 14 listopada 1942 r. z powrotem do Rzeszowa, a następnie do obozu w Bełżcu i zamordowano w komorach gazowych.

## Upamiętnienie
- 30 stycznia 2019 r. na budynku byłej synagogi kolbuszowskiej odsłonięto tablicę pamiątkową.